# 泉州公交1路
泉州公交1路是中华人民共和国泉州市境内的一条公共交通线路，全程22.7公里。起讫点为外国语学校至东宏路首末站，运营时间为外国语学校：6:55-22:00；东宏路首末站：6:20-22:00。

## 历史
- 1991年10月1日，当时的泉州市公交公司（公交集团前身）开通1路小公共汽车，初期运营线路为体育场至新车站，运营时间、使用车辆已不可考。
- 1997年，1路更换为10部牡丹MD6601型汽油无空调小巴
- 1998年9月1日，1路自新车站经由泉秀路、疏港路延伸至宝珊花园始发终到，其它不变。[1]
- 2000年10月1日，因优化调整，1路取消途径泉秀街、义全街、中山南路、中山中路。改为途径云鹿路、宝洲路、坪山路、津淮街、温陵北路、东街、中山北路、北门街并延伸至刺桐新村始发终到。运营时间调整为6：00-17:20（冬）/ 17：45（夏）[2][3]
- 2001年1月1日，1路开通1路B线。初期运行区间为刺桐新村-宝山洋店村。初期运营时间为6:52-17:08[4]，票价¥1/人。并从1路本线调拨的3部牡丹牌小巴至1路B线
- 2002年4月30日，1路B更名为14路，运营区间、票价不变[5]
- 2005年5月10日，1路自该日起实行无人售票制度[6]
- 2006年12月22日，1路闽CY1448号车途径通港西街时，因前方21路躲避皮卡急刹车，致使该车撞上前方21路车辆，并遭遇来自后方泉州-崇武客运专线、8路等2辆车连环追尾，造成1路前挡风玻璃损坏
- 2007年3月，1路更换为自23路退下的10部华夏AC6750Q型无空调汽油城市客车，原有10部MD6601小巴退役。
- 2007年11月28日，1路由宝珊花园途径通港西街、东滨路延伸至泉州师院始发终到。末班时间调整为：外国语中学17：50，泉州师院18:10
- 2007年12月31日，1路更换为15部恒通CKZ6858NB型CNG无空调城市客车[7]。[8]
- 2009年10月1日，1路开通夜班服务。末班时间由20:30延长至21:00发车
- 2010年11月，1路更换为10部福达FZ6890UF3G3型柴油空调公交车
- 2011年12月，1路接手增加自18（现K306路）退下的3部FZ6890UF3G3，配车数达到13部
- 2013年6月27日，1路终点由泉州师院途径滨海街、府西路、海星街、丰海路、双垵街延伸至海星小区始发终到[9]
- 2014年8月1日，自当日起1路末班延时至双向22:00发车[10]
- 2016年7月，1路增加自14路退下的1部亚星JS6906GHA和2部亚星JS6880C93H型柴油空调公交车
- 2016年12月1日，1路更换为32部中车时代TEG6820BEV01型空调电动巴士，原配13部FZ6890UF3G3，1部JS6906GHA退役。[11]
- 2017年6月10日，1路票价由分段计价¥2.0降为一票制¥1.0[12][13]
- 2017年8月10日，1路退下6部中车时代TEG6820BEV01至44路用以更新车辆，1路配车数降为26部
- 2017年12月20日，1路闽CY8407号车于学府街，因驾驶员鸣笛示意前面骑电动车的两名醉酒男子避让，不料发生纠纷，该驾驶员遭到两面醉酒男子追打致使其胸部肋骨受伤，事后两名打人者均已被警方控制[14]
- 2018年5月23日，1路全线更换为自K501路退下的12部金旅XML6855JEVW0C空调电动巴士，配车数降至12部
- 2019年1月，1路接手并增加自K1路退下的4部XML6855JEVW0C，配车数增加至16部
- 2020年11月10日，因海星街西段恢复双向通行。自该日起1路取消途径滨海街中段、府东路南段。双向恢复途径府西路、泉州行政中心，其他不变。[15][16]
- 2021年1月26日，受后埔片区拆迁改造影响，1路自该日起取消途径东滨路滨南路口至下堡段。改为途径东海大街、格联通街至格联通街口后原线行驶。运营时间、票价不变[17]
- 2022年3月16日，因疫情防控暂停中心市区范围内所有公交线路运营，1路自当日首班起暂停运营至4月15日。[18]
- 2022年4月16日，1路恢复运营。临时取消停靠津坂路口、东美街口、泉秀街口、客运中心站南门、东海街道办事处、黎明大学、宝珊花园、法坊路口、霞露口、东海滨城等站点，运营时间临时调整为双向7:30-18:00。[19]
- 2022年4月18日，1路恢复停靠津坂路口、东美街口、泉秀街口、客运中心站南门、东海街道办事处、黎明大学、宝珊花园、法坊路口、霞露口、东海滨城等站，运营时间恢复为外国语中学6:55-22:00、海星小区6:20-22:00[20]
- 2023年9月13日，因海星小区3期建设需要，原海星小区首末站地块收回并拆除。受此影响1路自该日起取消进入海星小区首末站，改为至东宏路首末站停放，上下客点调整至市政务服务中心。
- 2023年9月25日，1路自该日起正式调整至东宏路首末站始发终到，取消停靠市政务服务中心。并增停滨海公园大兴街、泉州大剧院、大兴街中段、魁屿公园、东海大街南段、港湾街口等站，里程数由18.6公里增加至22.9公里，其它不变。[21]
- 2025年3月6日，因14路车辆更换需要，东海公司划拨1路1部XML6855JEVW0C至14路，配车数降为14部。
- 2025年6月1日，因东滨路拆迁。1路自该日起取消途径格联通街、东滨路。改为途径东海大街至泉州师院后原线行驶，其它不变。
- 2025年7月28日，因东海街道办事处已搬迁至泉宁路89号，原东海街道办事处站更名为真武庙站。

## 站点
| 路线 | 路线 | 路线 | 所在地区、街道 | 所在地区、街道 | 站点名           | 备注                   |
| ---- | ---- | ---- | -------------- | -------------- | ---------------- | ---------------------- |
|      |      |      | 鲤城区         | 学府街         | 外国语学校       | 起讫站 原名 外国语中学 |
|      |      |      | 鲤城区         | 学府街         | 泉州一中         |                        |
|      |      |      | 鲤城区         | 学府街         | 学府街西段       |                        |
|      |      |      | 鲤城区         | 北门街         | 北门街           |                        |
|      |      |      | 鲤城区         | 中山北路       | 华侨新村         |                        |
|      |      |      | 鲤城区         | 中山北路       | 医大二院鲤城院区 |                        |
|      |      |      | 鲤城区         | 东街           | 钟楼             |                        |
|      |      |      | 鲤城区         | 东街           | 泉州一院         |                        |
|      |      |      | 鲤城区         | 东街           | 东门             |                        |
|      |      |      | 鲤城区         | 温陵北路       | 东湖公园         |                        |
|      |      |      | 鲤城区         | 温陵北路       | 九一街口         | 君龙人寿               |
|      |      |      | 鲤城区         | 温陵北路       | 温陵路中段       | 原名 公交车站          |
|      |      |      | 丰泽区         | 津淮街         | 津坂路口         |                        |
|      |      |      | 丰泽区         | 津淮街         | 水务集团         | 原名 水利大厦          |
|      |      |      | 丰泽区         | 津淮街         | 刺桐公园南门     |                        |
|      |      |      | 丰泽区         | 刺桐南路       | 东美街口         | 原名 迪克斯            |
|      |      |      | 丰泽区         | 刺桐南路       | 泉秀街口 （↓）   | 公路一公司（↑）        |
|      |      |      | 丰泽区         | 泉秀街         | 客运中心站南门   |                        |
|      |      |      | 丰泽区         | 泉秀街         | 金帝花园         |                        |
|      |      |      | 丰泽区         | 通港西街       | 现代广场         | 原名 坂头              |
|      |      |      | 丰泽区         | 通港西街       | 真武庙           | 原名 东海街道办事处    |
|      |      |      | 丰泽区         | 通港西街       | 黎明大学         |                        |
|      |      |      | 丰泽区         | 通港西街       | 宝珊花园         |                        |
|      |      |      | 丰泽区         | 通港西街       | 法坊路口         | 原名 筑路机厂          |
|      |      |      | 丰泽区         | 通港西街       | 霞露口           |                        |
|      |      |      | 丰泽区         | 东海大街       | 东海滨城         |                        |
|      |      |      | 丰泽区         | 东海大街       | 医大二院东海院区 | 原名 东海大街西段      |
|      |      |      | 丰泽区         | 东海大街       | 东海大街中段     |                        |
|      |      |      | 丰泽区         | 东海大街       | 东海大街东段     |                        |
|      |      |      | 丰泽区         | 东海大街       | 泉州师院         |                        |
|      |      |      | 丰泽区         | 滨海街         | 东海大街口       | 原名 滨海街西二段      |
|      |      |      | 丰泽区         | 府西路         | 府西路           |                        |
|      |      |      | 丰泽区         | 海星街         | 泉州行政中心     |                        |
|      |      |      | 丰泽区         | 海星街         | 晋光小学东海校区 | 原名 海星街东段        |
|      |      |      | 丰泽区         | 丰海路         | 滨海公园和敏中心 | 原名 滨海公园大兴街    |
|      |      |      | 丰泽区         | 大兴街         | 泉州大剧院       | 原名 泉州公共文化中心  |
|      |      |      | 丰泽区         | 大兴街         | 大兴街中段       |                        |
|      |      |      | 丰泽区         | 大兴街         | 魁屿公园         |                        |
|      |      |      | 丰泽区         | 东海大街       | 东海大街南段     |                        |
|      |      |      | 丰泽区         | 港湾街         | 港湾街口         |                        |
|      |      |      | 丰泽区         | 东宏路         | 东宏路首末站     | 起讫站                 |

## 票价
1路计价方式为一票制，全程票价¥1.0。其中：
- 泉通卡普通卡9折，月票卡乘坐需刷1次。敬老卡、爱心卡有效
- 可使用泉城通APP及支付宝、云闪付、微信乘车码支付

## 配车
1路配车数总计14部，其中：
- 金旅XML6855JEVW0C 14部

- 恒通CKZ6858NB
（2007.12 - 2010.10）
- 福达FZ6890UF3G3
（2010.10 - 2016.12）
- 中车时代TEG6820BEV01
（2016.12 - 2018.5）
- 大金龙XMQ6802AGBEVL2
（2018.10 - 2018.12，临时调配）
- 金旅XML6855JEVW0C
（2018.5 - ）

## 相关
- 泉州公交线路列表
- 泉州公交14路